# Impatiens gagnepainiana
Impatiens gagnepainiana är en balsaminväxtart som beskrevs av Tardieu. Impatiens gagnepainiana ingår i släktet balsaminer, och familjen balsaminväxter. Inga underarter finns listade i Catalogue of Life.